# Ballesteros de Calatrava
Ballesteros de Calatrava település Spanyolországban, Ciudad Real tartományban. Ballesteros de Calatrava Almagro, Ciudad Real, Argamasilla de Calatrava, Ciudad Real, Pozuelo de Calatrava és Villar del Pozo községekkel határos. Lakosainak száma 361 fő (2024).

## Népesség
A település népessége az elmúlt években az alábbi módon változott:
| Lakosok száma | 556  | 614  | 546  | 506  | 464  | 428  | 387  | 373  | 370  | 361  |
|               | 2001 | 2004 | 2006 | 2009 | 2011 | 2014 | 2016 | 2019 | 2021 | 2024 |